# Reprezentacja Brunei w piłce nożnej mężczyzn
Piłkarski Związek Brunei Darussalam powstał w 1959 roku, a od 1969 roku jest członkiem Międzynarodowej Federacji Piłki Nożnej (FIFA). Reprezentacja Brunei Darussalam jest jedną z najsłabszych reprezentacji na świecie, w rankingu FIFA z lutego 2024 roku zajmowała 194. miejsce na 210 sklasyfikowanych reprezentacji.

## Udział wMistrzostwach Świata
- 1930 – 1982 – Nie brało udziału (było brytyjskim protektoratem)
- 1986 – Nie zakwalifikowało się
- 1990 – 1998 – Nie brało udziału
- 2002 – Nie zakwalifikowało się
- 2006 – 2014 – Nie brało udziału
- 2018 – 2022 –Nie zakwalifikowało się

## Udział wPucharze Azji
- 1956 – 1984 – Nie brało udziału (było brytyjskim protektoratem)
- 1988 – 1996 – Nie brało udziału
- 2000 – 2004 – Nie zakwalifikowało się
- 2007 – 2011 – Nie brało udziału
- 2015 – 2023 – Nie zakwalifikowało się